# John Carpenter
John Carpenter (Carthage, Nova York, 16 de gener de 1948) és un director de cinema, guionista i compositor de bandes sonores estatunidenc. Al costat de David Cronenberg i Wes Craven, van conformar durant gran part de la dècada dels 80 el grup denominat «Les tres C» del cinema de terror modern.

## Primers anys
John Carpenter va néixer a Carthage, Nova York, fill de Milton Jean i Howard Ralph Carpenter, un professor de música. Es trasllada amb la seva família a Bowling Green, Kentucky, el 1953. De nen, comença la seva fascinació per les pel·lícules, en particular els westerns de Howard Hawks i John Ford, com també per les pel·lícules de terror de baix pressupost, com The Thing from Another World i les de ciència-ficció de gran pressupost com Forbidden Planet i comença a rodar curtmetratges en 8 mm (Revenge of the Colossal Beast, Gorgo vs. Godzilla, Terror from Space i Sorcerers from Outer Space) abans d'entrar a l'escola secundària. Va ser a la universitat Western Kentucky University, on el seu pare presidia el departament musical; després, es va traslladar a la University of Southern Califòrnia's School of Cinematic Arts el 1968, però no va finalitzar els estudis per, així, poder realitzar la seva primera pel·lícula, Dark Star.

## Carrera cinematogràfica

### Pel·lícules d'estudiant i Oscar
En un curs per a principiants de cinema en la USC Cinema el 1969, Carpenter escriu i dirigeix un curt de 8 minuts, Captain Voyeur. El curt seria redescobert en els arxius de la USC el 2011 i resulta interessant, ja que inclou elements que apareixerien en el seu posterior film, Halloween (1978).
L'any següent, va col·laborar amb el productor John Longenecker com a coguionista, muntador i compositor de The Resurrection of Broncho Billy (1970), que guanya l'Oscar al millor curtmetratge. El curtmetratge va ser ampliat a 35 mm; se'n van realitzar seixanta còpies, i la pel·lícula va ser estrenada en cinemes per Universal Studios durant dos anys als Estats Units i Canadà.

### Els 70: de pel·lícules d'estudiant al cinema professional
La seva primera gran pel·lícula com a director, Dark Star (1974), va ser una comèdia d'humor negre de ciència-ficció que va coescriure amb Dan O'Bannon, que més tard es va dedicar a escriure Alien, adaptant lliurement gran part de Dark Star. La pel·lícula va costar només 60.000 dòlars i va ser difícil de fer, ja que tant Carpenter com O'Bannon van completar la pel·lícula assumint diversos rols, amb Carpenter fent-ne la partitura musical, així com l'escriptura, producció i direcció, mentre que O'Bannon va actuar en la pel·lícula i va fer-ne els efectes especials (que van cridar l'atenció de George Lucas, que el va contractar per fer un treball sobre els efectes especials de Star Wars). El treball de Carpenter no va passar desapercebut a Hollywood, on estaven maravellats de les seves habilitats cinematogràfiques dins dels límits d'un pressupost molt reduït.
La següent pel·lícula de Carpenter va ser Assalt a la comissaria del districte 13 (1976), un thriller de baix pressupost influenciat per les pel·lícules de Howard Hawks, en particular Rio Bravo. Igual que amb Dark Star, Carpenter va ser el responsable de molts aspectes de la creació de la pel·lícula. Ell no sols en va escriure, va dirigir i va compondre la banda sonora, també va editar la pel·lícula sota el pseudònim de "John T. Chance" (el nom del personatge de John Wayne en Riu Bravo). Carpenter ha dit que ell considera Assalt a la comissaria del districte 13 la seva primera pel·lícula de debò, ja que va ser la primera pel·lícula que va filmar amb un pla de rodatge. En aquesta pel·lícula, Carpenter va treballar per primera vegada amb Debra Hill, que va tenir un lloc destacat en la realització d'algunes de les pel·lícules més importants de Carpenter.
Carpenter hi va reunir un elenc principal que consistia en actors amb experiència, però relativament foscos. Els dos protagonistes en van ser Austin Stoker, que havia aparegut prèviament en pel·lícules de ciència-ficció, sobre catàstrofes i pel·lícules blaxploitation, i Darwin Joston, que havia treballat principalment en la televisió i que havia estat veí de Carpenter.
La pel·lícula va rebre una revaloració crítica als Estats Units, on ara es considera generalment com una de les millors pel·lícules exploitation de la dècada de 1970.
Carpenter va escriure i dirigir el thriller de Lauren Hutton Someone's Wathing Me! Aquesta pel·lícula per a televisió és la història d'una solitària dona treballadora que, poc després d'arribar a Los Angeles, descobreix que és assetjada.
Halloween (pel·lícula de 1978) va ser un èxit comercial i va ajudar a donar a llum el gènere slasher. Originalment, d'una idea suggerida pel productor Irwin Yablans (titulat The Babysitter Murders), que va concebre una pel·lícula sobre mainaderes amenaçades per un assetjador, Carpenter va prendre la idea i un altre suggeriment de Yablans que tenen lloc durant Halloween i va desenvolupar una història. Carpenter va dir que el concepte bàsic de: "la nit de Halloween mai va ser la meva idea per a la pel·lícula. La meva idea era fer una pel·lícula sobre una antiga casa embruixada"; la pel·lícula va ser escrita per Carpenter i Debra Hill, i la música es va inspirar en Suspiria de Dario Argento (tant que també va influir en l'esquema de color surrealista de la pel·lícula) i en L'exorcista de William Friedkin.
Carpenter va treballar de nou amb un pressupost relativament petit, 320.000 dòlars. La pel·lícula va recaptar més de 65 milions al principi, per la qual cosa és una de les pel·lícules independents més reeixides de tots els temps.
Carpenter ha descrit Halloween com: "La veritable explotació. Vaig decidir fer una pel·lícula que m'encantaria haver vist quan era nen, plena de trucs barats com una casa encantada en una fira on es pot caminar pel passadís i les coses salten a la vista". La pel·lícula ha estat sovint citada com una al·legoria sobre la virtut de la puresa sexual i el perill de les relacions sexuals ocasionals, encara que Carpenter ha explicat que aquesta no era la seva intenció: "S'ha suggerit que estava fent algun tipus de declaració moral. Creieu-me, no ho era. En Halloween, jo veia els personatges com els adolescents simplement normals".
A més de l'èxit comercial i de crítica de la pel·lícula, es va fer popular la banda sonora de Carpenter.
El 1979, John Carpenter va començar la que seria la primera de diverses col·laboracions amb l'actor Kurt Russell quan va dirigir la pel·lícula per a televisió Elvis.

### Els 80: èxits comercials successius
Carpenter va continuar amb l'èxit de Halloween amb La boira (1980), una història de venjança fantasmal (coescrita amb Debra Hill), inspirada en els còmics de terror, com els Contes de la cripta, i The Crawling Eye, una pel·lícula de 1958 sobre monstres que s'amaguen als núvols. Completar La boira va ser un procés extraordinàriament difícil per a Carpenter. Després de veure un primer tall de la pel·lícula, no era satisfet amb el resultat. Per primera vegada en la seva carrera, havia de trobar una manera de salvar una pel·lícula gairebé acabada que no complia amb els seus estàndards. Per a fer un film més coherent i aterridor, Carpenter va rodar una sèrie de noves escenes.
Malgrat els problemes de producció i les crítiques en la seva majoria negatives, La boira va ser un altre èxit comercial. La pel·lícula va ser feta amb un pressupost d'un milió de dòlars, però en va recaptar més de 21 només als Estats Units. Ha dit que La boira no és la seva pel·lícula favorita, malgrat que considera que és un «clàssic de terror secundari». Carpenter va fer immediatament Fuga de Nova York (1981).
La següent pel·lícula, The Thing (1982), es destaca pels alts valors de producció, inclosos els efectes especials innovadors de Rob Bottin, efectes visuals especials de l'artista Albert Whitlock, una partitura d'Ennio Morricone i un elenc que inclou l'estrella en ascens Kurt Russell i respectats actors de caràcter com Wilford Brimley, Richard Dysart, Charles Hallahan, Keith David i Richard Masur. The Thing va ser distribuïda per Universal Pictures.
És una nova versió de L'enigma d'un altre món de 1951 de Howard Hawks, encara que Carpenter és més fidel a la novel·la curta de John W. Campbell Jr. que va inspirar ambdós films. D'altra banda, a diferència de la pel·lícula de Hawks, The Thing va ser part del que Carpenter va anomenar més tard la seva «trilogia apocalíptica» (The Thing, Príncep de les tenebres i En la boca de la por), amb finals tristos per als personatges de la pel·lícula. Va ser una pel·lícula de terror sinistre gràfic, que no va agradar al públic l'estiu de 1982, especialment quan es va estrenar dues setmanes abans d'E.T. L'extraterrestre, que mostrava una imatge molt més alegre de les visites extraterrestres. En una entrevista, Carpenter va dir que l'estrena d'E.T. L'extraterrestre podria haver sigut en gran part responsable del mal acolliment de la pel·lícula. The Thing va ser el primer fracàs comercial de Carpenter, encara que amb els anys va esdevenir un film de culte.
Poc després d'acabar la postproducció de The Thing, Universal li va oferir l'oportunitat de dirigir Firestarter, basada en la novel·la de Stephen King. Carpenter va contractar Bill Lancaster per adaptar la novel·la en un guió que es va completar a mitjan 1982. Carpenter tenia al cap Burt Lancaster com a Rainbird i la —en aquells dies— nena de dotze anys, Jennifer Connelly com a Charly, però com The Thing va ser un fracàs comercial, Universal va reemplaçar Carpenter per Mark L. Lester. Irònicament, la següent pel·lícula de Carpenter, Christine (1983), era l'adaptació de la novel·la de Stephen King del mateix nom. La història gira al voltant d'un nerd de secundària Arnie Cunningham (Keith Gordon), que compra un cotxe de segona mà que resulta tenir poders sobrenaturals. Com Cunningham restaura i arregla el cotxe, s'hi torna estranyament obsessionat, amb tràgiques conseqüències. Christine va ser ben acollida l'estrena i pels crítics; no obstant això, Carpenter ha dit que només va fer el film, perquè aleshores no li van oferir res més.
Starman (1984) va ser produïda per Michael Douglas; el guió en va ser ben rebut per Columbia Pictures, que el va preferir al guió d'E.T. Douglas va triar Carpenter com a director per la seva reputació com a director d'acció que també pot transmetre emocions fortes. Starman va ser criticada favorablement pel diari Los Angeles Times, New York Time i LA Weekly, i Carpenter la va descriure com una pel·lícula que va imaginar com una comèdia romàntica similar a Va succeir una nit, però amb un extraterrestre. La pel·lícula va rebre l'Oscar i el Globus d'Or per la interpretació de Jeff Bridges com a Starman, i va rebre una nominació al Globus d'Or a la millor banda sonora per a Jack Nitzsche. Després del fracàs comercial de la comèdia d'acció de gran pressupost Cop en la petita Xina (1986), a Carpenter li va costar obtenir finançament per a altres produccions. Va tornar a fer pel·lícules de baix pressupost com El príncep de les tenebres (1987), una pel·lícula amb influències de la sèrie de la BBC Quatermass. Encara que algunes de les pel·lícules d'aquella època, com They Live (1988), van captar el públic del cinema de culte, mai més va tornar al cinema de masses.
Carpenter també es va oferir per a l'Exorcista III el 1989, i es va reunir amb l'escriptor William Peter Blatty en el transcurs d'una setmana. No obstant això, els dos es van enfrontar en el clímax de la pel·lícula i Carpenter va descartar el projecte. Blatty va dirigir la pel·lícula ell mateix un any després. Carpenter va dir que malgrat que es barallaven pel final, va haver-hi un respecte mutu i van parlar sobre l'interès que tots dos compartien, la física quàntica.

### Els 90: declivi crític i comercial
La seva carrera de 1990 es caracteritza per una sèrie de fracassos notables: Memòries d'un home invisible (1992), El poble dels maleïts (1995) i Escape From L.A. (1996) són exemples de pel·lícules que van ser fracassos de crítica i taquilla. Pel·lícules notables d'aquesta dècada són En la boca de la por (1994), un altre homenatge lovecraftià, i Vampirs (1998), protagonitzada per James Woods, com el líder d'un banda de caçadors de vampirs amb l'ajuda de l'Església catòlica.

### Els 2000: semiretir
El 2001 es va estrenar Fantasmes de Mart. El 2005 va fer un remake d'Assalt al districte 13 i de La boira, aquesta última produïda pel mateix Carpenter, encara que en una entrevista ell defineix la seva participació com: "Jo vinc a saludar tothom. Després me'n vaig a casa".
El 2007, Rob Zombie va produir i va dirigir Halloween, una reinterpretació de la pel·lícula de 1978 de Carpenter que va donar lloc a una seqüela dos anys després.
Després de Fantasmes de Mart, John Carpenter s'involucra en el projecte Masters of horror que el cineasta americà Mick Garris va emprendre el 2005, en un intent per reunir en una sèrie de TV els millors artífexs del gènere de terror. En aquest projecte, es van poder donar la mà Tobe Hooper, Dario Argento, Joe Dante, Takashi Miike i John Carpenter, entre d'altres. Per a la primera temporada d'aquesta sèrie, John Carpenter va dirigir la pel·lícula (60 min. aprox.) La fi del món en 35 mm, que va participar a concurs en la secció oficial "Fantàstic" en el Festival de Cinema de Sitges. El 2006, per a la segona temporada de la sèrie, Carpenter va dirigir Pro-life. El seu episodi Cigarette Burns va sortir amb crítiques generalment positives, i reaccions positives dels fans de Carpenter, molts dels quals el consideren al nivell dels  seus clàssics de terror anteriors. Ha contribuït des d'un altre episodi original per a la segona temporada de la sèrie titulada "Pro-Life", sobre una jove que és violada i queda embarassada d'un dimoni i vol tenir un avortament, però el pare fanàtic religiós i els seus tres germans l'aturen en el seu intent.
Al febrer de 2009, es va anunciar que havia planejat un nou projecte, anomenat The Ward, protagonitzat per Amber Heard.

### Dècada actual
El 2010, John Carpenter va estrenar la que va ser la seva única pel·lícula en nou anys. Es tracta de la cinta de terror i suspens The Ward, en la qual una jove és internada en un psiquiàtric i comença a veure l'esperit d'una altra noia a les nits, la seva primera pel·lícula des de Fantasmes de Mart, i es va estrenar en el Festival Internacional de Cinema de Toronto el 13 de setembre de 2010. El 10 d'octubre 2010, Carpenter va rebre el premi Lifetime del Freak Show Horror Film Festival.

## Tècniques
Les seves pel·lícules es caracteritzen per la il·luminació minimalista i els enquadraments, i tenen una gran capacitat tècnica; l'ús de Steadicam, i la música distintiva i sintetitzada (generalment de composició pròpia). El seu cinema està influenciat per Howard Hawks, Alfred Hitchcock, Nigel Kneale, Orson Welles i Twilight Zone: The Movie. La seva música sol ser sintetitzada amb acompanyament de piano i condicions atmosfèriques.
Amb l'excepció de The Thing, Starman, Memòries d'un home invisible i The Ward, ha compost la banda sonora de totes les seves pel·lícules (encara que algunes són col·laboracions); les més conegudes són Halloween i Assalt a la comissaria del districte 13.
Carpenter és un clar defensor de la filmació de pantalla panoràmica i totes les seves pel·lícules (amb l'excepció de Dark Star i The Ward) van ser filmades en anamòrfic, amb una relació d'aspecte de 2,35:1 o més gran. The Ward es va rodar en súper 35, la primera vegada que Carpenter ha utilitzat aquest sistema. Carpenter ha declarat que considera el format de 35 mm anamòrfic Panavision "el millor sistema de cinema que hi ha", per sobre del cinema digital i 3D.

## Llegat
Moltes de les pel·lícules de Carpenter han estat reeditades en DVD en edicions especials amb nombrosos continguts extra. D'exemples, en són: les edicions de col·leccionista de Halloween, Escape From New York, Christine, The Thing, Assalt a la comissaria del districte 13, Cop en la petita Xina i La boira. Algunes van ser reeditades amb una nova transferència a pantalla ampla anamòrfica. Al Regne Unit, diverses de les pel·lícules de Carpenter s'han editat en DVD amb comentaris d'àudio de Carpenter i els seus actors (They Live, amb l'actor/lluitador Roddy Piper, Starman amb l'actor Jeff Bridges i el Príncep de les tenebres amb l'actor Peter Jason).
Carpenter ha estat el tema de la pel·lícula documental de John Carpenter: l'home i les seves pel·lícules, i la retrospectiva de 2002 American Cinematheque de les seves pel·lícules. D'altra banda, el 2006, la Biblioteca del Congrés dels Estats Units considera Halloween "culturalment significativa" i la va seleccionar per a la preservació en el Registre Nacional de Cinema.
El 2010, l'escriptor i actor Mark Gatiss va entrevistar Carpenter sobre la seva carrera i pel·lícules per a la seva sèrie documental de la BBC A History of Horror. Carpenter apareix en els tres episodis de la sèrie.

## Vida personal
Va conèixer la seva futura esposa, l'actriu Adrienne Barbeau, en l'equip de la seva pel·lícula per a la televisió de 1978, Someone's Watching Me! (traducció inoficial: ‘Algú em mira’). Carpenter va ser casat amb Barbeau del 1979 al 1984. Durant el matrimoni, Barbeau va protagonitzar La boira i també va aparèixer en Rescat a Nova York. La parella va tenir un fill, John Cody Carpenter, nascut el 7 de maig de 1984.
Carpenter va ser casat amb la productora Sandy King des de 1990. King va produir diversos llargmetratges posteriors de Carpenter, incloent-hi They Live, En la boca de la por, Fantasmes de Mart, i Escape from L.A. També va treballar com a supervisora de guió d'algunes d'aquestes pel·lícules, així com en Starman, Cop en la petita Xina i el Príncep de les tenebres.
Carpenter va aparèixer en un episodi de les icones d'animals d'Animal Planet titulat «It Came from Japan»". Hi va parlar del seu amor i admiració per la pel·lícula original de Godzilla.
És també un conegut partidari dels videojocs com un mitjà de comunicació i expressió artística.

## Filmografia[3]

### Director
- Dark Star (1974)
- Assault on Precinct 13 (Assalt al districte 13) (1976)
- Someone's Watching Me! (1978) (telefilm)
- Halloween (1978)
- Elvis (1979) (telefilm)
- La boira (The Fog) (1980)
- Escape from New York (1981)
- The Thing (1982)
- Christine (1983)
- Starman (1984)
- Big Trouble in Little China (1986)
- El príncep de les tenebres (Prince of Darkness) (1987)
- They Live (1988)
- Memòries d'un home invisible (Memoirs of an Invisible Man) (1992)
- Bosses de cadàvers (Body Bags) (1993)
- Al cor de la por (In the Mouth of Madness) (1994)
- Village of the Damned (1995)
- Escape from L.A. (1996)
- Vampirs de John Carpenter (Vampires) (1998)
- Fantasmes de Mart (Ghosts of Mars) (2001)
- The Ward (2011)